# Campagne-lès-Boulonnais
Campagne-lès-Boulonnais is een gemeente in het Franse departement Pas-de-Calais (regio Hauts-de-France) en telt 453 inwoners (1999). De plaats maakt deel uit van het arrondissement Montreuil.

## Geografie
De oppervlakte van Campagne-lès-Boulonnais bedraagt 13,1 km², de bevolkingsdichtheid is 34,6 inwoners per km².
Het dorp ligt op een hoger plateau (150 tot 180 meter), dat bekendstaat als "Haut Pays de l'Artois et du Boulonnais" (Artesische en Bonense Hoogland), in contrast met de Noordzeekust enerzijds en enkele valleivlakten anderzijds (benedenloop van de Aa en de Leie in het oosten en noorden en de Canche in het zuiden). Het dorp ligt op het plateau, het gehucht Happe echter in het dieper gelegen dalhoofd van de Thiembronne, een bijriviertje van de Aa.
De streek is rijk aan vruchtbare en vochtige lössbodems met van oudsher een productieve graanteelt.

## Geschiedenis

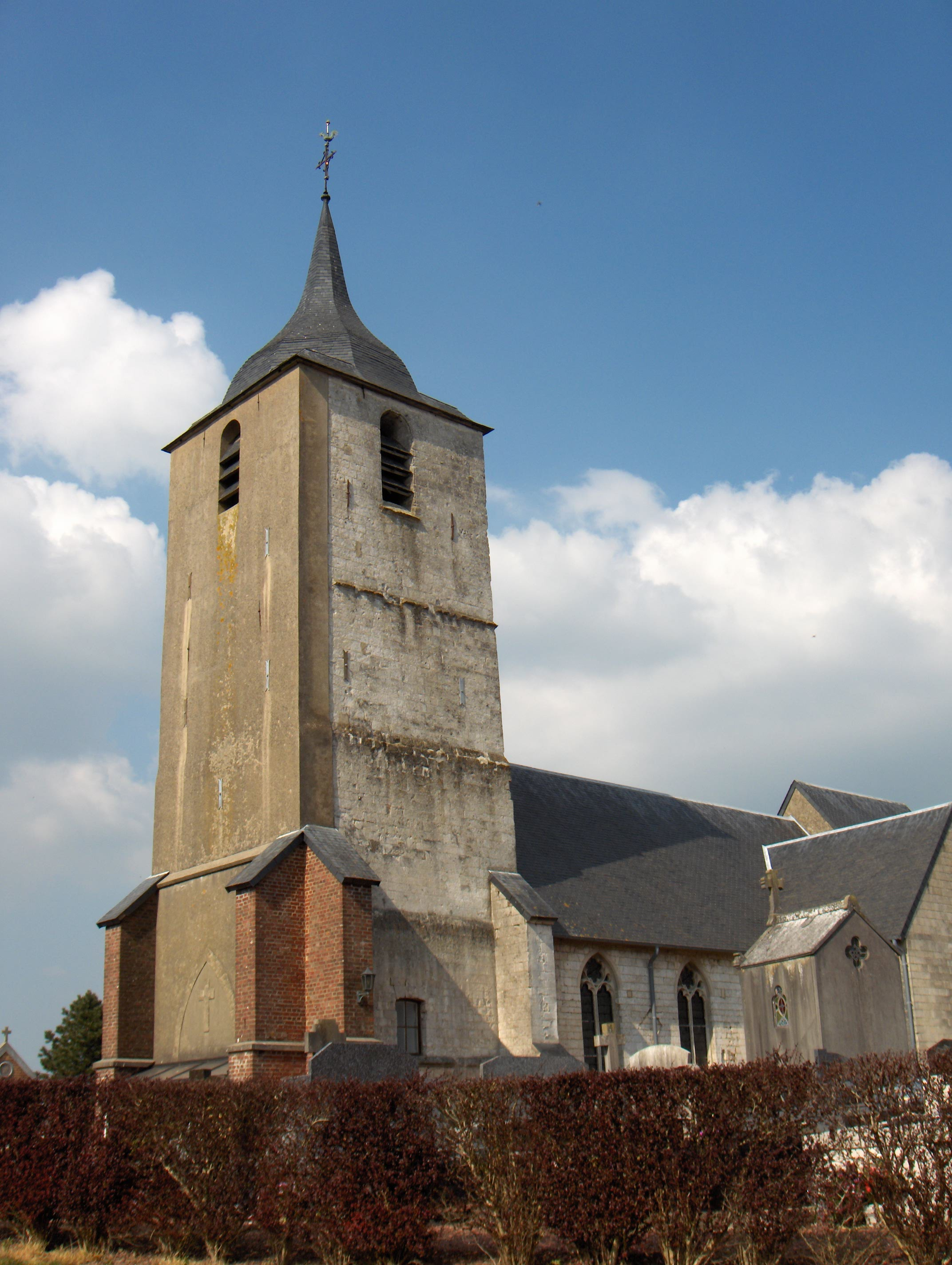
Sint-Omaarskerk van Campagne-lès-Boulonnais

Het dorp gaat vermoedelijk terug op Gallo-Romeinse ontginningen, vlak bij de heirweg van Terwaan en Boulogne, maar Romeinse vondsten zijn er tot dusver niet.
Campagne behoorde tot het graafschap Artesië en lag aan de westgrens. In de middeleeuwen was het dorp deel van de heerlijkheid Renty en had geen eigen heer. In de 17e eeuw had het dorp zoals elders in de streek te lijden onder krijgsgewoel en daale het inwoneraantal gevoelig. Dit aantal stijgt opnieuw in de loop van de 18e eeuw, maar bij de industrialisering in de 2e helft van de 19e eeuw wordt het dorp getroffen door landvlucht.
Het oudste gebouw van het dorp is de Sint-Omaarskerk, met een toren uit de 15e eeuw.

## Naam
De naam campagne betekende in het Picardisch en Oud-Frans 'in cultuur gebrachte grond'. Het bijvoegsel "lès-Boulonnais" verwijst naar de ligging van het dorp, dat oorspronkelijk bij Artesië hoorde, maar aan de Boulonnais (het Bonense) grenst.
De onderstaande kaart toont de ligging van Campagne-lès-Boulonnais met de belangrijkste infrastructuur en aangrenzende gemeenten.

## Demografie
Onderstaande figuur toont het verloop van het inwonertal (bron: INSEE-tellingen).